# Patryk Dziczek
Patryk Dziczek (Gliwice, 25 de febrero de 1998) es un futbolista polaco que juega en la demarcación de centrocampista para el Piast Gliwice de la Ekstraklasa.

## Selección nacional
Hizo su debut con la selección de fútbol de Polonia el 12 de octubre de 2023 en un partido de clasificación para la Eurocopa 2024 contra Islas Feroe que finalizó con un resultado de 0-2 a favor del combinado polaco tras los goles de Sebastian Szymański y Adam Buksa.

## Clubes
| Club                            | País    | Año       | Partidos | Goles |
| ------------------------------- | ------- | --------- | -------- | ----- |
| Piast Gliwice II                | Polonia | 2014-2016 | 50       | 2     |
| Piast Gliwice                   | Polonia | 2015-2019 | 71       | 5     |
| U. S. Salernitana 1919 (cedido) | Italia  | 2019-2021 | 36       | 1     |
| Piast Gliwice                   | Polonia | 2022-     | 85       | 13    |

## Palmarés

### Títulos nacionales
| Título      | Club          | País    | Año  |
| ----------- | ------------- | ------- | ---- |
| Ekstraklasa | Piast Gliwice | Polonia | 2019 |